# 라몬 토랄바
라몬 토랄바 라라스(스페인어: Ramon Torralba Larraz; 1895년 8월 13일, 아라곤 주 아르디사 ~ 1986년 6월 6일, 멕시코 시)는 바르셀로나에서 오랜 기간 활약하여 흔히 늙은이(la Vella)라는 별칭으로 알려진 바르셀로나 역사상 중요한 선수로 손꼽히는 선수이다.
그는 수비형 미드필더로 활약한 것으로 알려져 있는데, 육체적 힘과 헌신적인 경기 태도로 알려져 있었다. 그는 산초와 주제프 사미티에르와 함께 중원을 맡았었다. 그는 1914-15 시즌을 시작으로 1925-26 시즌까지 바르셀로나의 주전으로 활약했다.
그는 바르셀로나 역사상 최초로 자신의 헌정 경기를 치른 선수이다. 이 경기는 1917년 2월 4일, 캄 드 라 인두스트리알에서 현역 선수일 당시 열렸다.